# خلية دلتا
خلايا دلتا (بالإنجليزية: Delta cells)‏ (خلايا δ (بالإنجليزية: δ-cells)‏ أو خلايا د (بالإنجليزية: D cells)‏) هي خلايا منتجة للسوماتوستاتين. إذ يثبط السوماتوستاتين إفراز الأنسولين، الغلوكاغون، وعديدات الببتيد البنكرياسية في ظروف معينة من المغذيات المحفزة، وبطريقة معتمدة على شوارد الكالسيوم. يعد كل من الغريلين واليوروكورتين محفزان لتحرر السوماتوستاتين من خلايا دلتا.

## موقع الخلايا
يمكن العثور على خلايا دلتا في جزر لانغرهانس في البنكرياس (تشكل خلايا دلتا حوالي 10% من تعداد الخلايا في جزر لانغرهانس)، الوطاء، الجهاز العصبي المركزي، العصبونات المحيطية، والسبيل الهضمي «المعدة، الأمعاء الدقيقة».
في القوارض تتوضع خلايا دلتا في محيط الجزر، يبنما في البشر تكون بنية الجزيرة أقل تنظيماً وكثيراً ما تلاحظ خلايا دلتا داخل الجزر أيضاً. بالنظر إليها تحت المجهر الإلكتروني، يمكن التعرف على خلايا دلتا على أنها خلايا ذات حبيبات أصغر حجماً وأكثر اكتظاظاً من خلايا بيتا.

## وظيفة الخلايا
تحتوي خلايا دلتا في المعدة على مستقبلات كوليسيستوكينين B (التي تستجيب للغاسترين، إذ تزيد هذه المستقبلات من إنتاج السوماتوستاتين من الخلايا دلتا) والمستقبلات المسكارينية M3 (التي تستجيب للأستيل الكولين، وتنقص من إنتاج السوماتوستاتين من الخلايا دلتا). يؤثر الببتيد المعوي الفعال في الأوعية VIP بشكل إيجابي على الخلايا دلتا مؤدياً إلى إطلاق المزيد من السوماتوستاتين.
في المعدة، يعمل السوماتوستاتين مباشرة على الخلايا الجدارية المنتجة للحمض عبر مستقبلات مقترنة بالبروتين ج (التي تثبط إنزيم أدينيل سيكلاز، وبالتالي تعاكس بشكل فعال التأثير المنبه للهيستامين) لتقليل إفراز الحمض. يمكن أن يقلل السوماتوستاتين أيضاً بشكل غير مباشر من إنتاج حمض المعدة عن طريق منع إفراز الهرمونات الأخرى، بما في ذلك الغاسترين، السكريتين، والهيستامين مما يبطئ بشكل فعال عملية الهضم.

## الأهمية السريرية
يُعرف ورم خلايا دلتا بـ «ورم سوماتوستاتيني».
عندما يصاب الشخص بالملتوية البوابية، فإن المنطقة السفلية من المعدة «الغار» تصاب بالالتهاب غالباً. إذ يعد الغار المكان الذي تتوضع فيه معظم الخلايا دلتا في المعدة. تنتج البكتيريا كميات من الأمونيا حول نفسها باستخدام اليورياز لحمايتها من الحمض المعدي. ومع ذلك، تتفاعل الأمونيا مع الحمض منتجةً أمونيوم وهو سام للخلايا يسبب موت العديد من خلايا دلتا مؤدياً إلى إفراز مستويات أقل من السوماتوستاتين وبالتالي إنتاج مستويات أعلى من الغاسترين والحمض المعدي. إن كل ما سبق بالإضافة إلى الضرر الناجم عن الأمونيوم، يؤدي إلى تقرح جدار المعدة.